# Montecincla cachinnans
Montecincla cachinnans là một loài chim trong họ Leiothrichidae.

## Hình ảnh

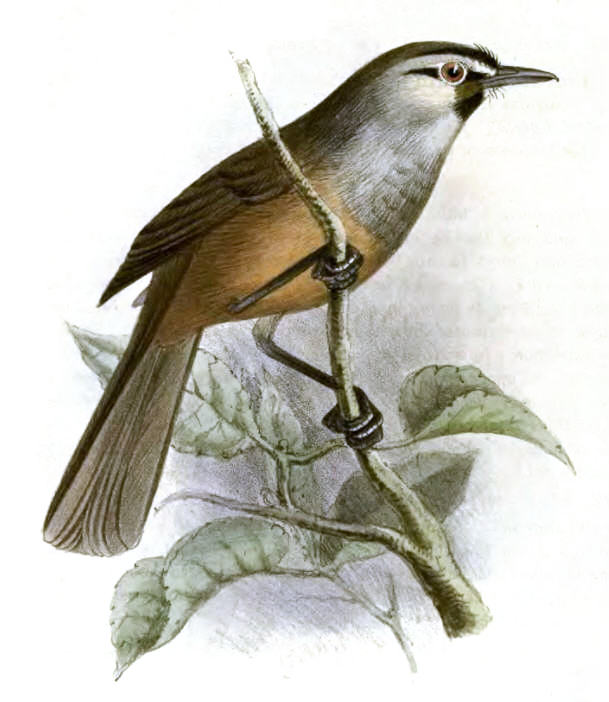
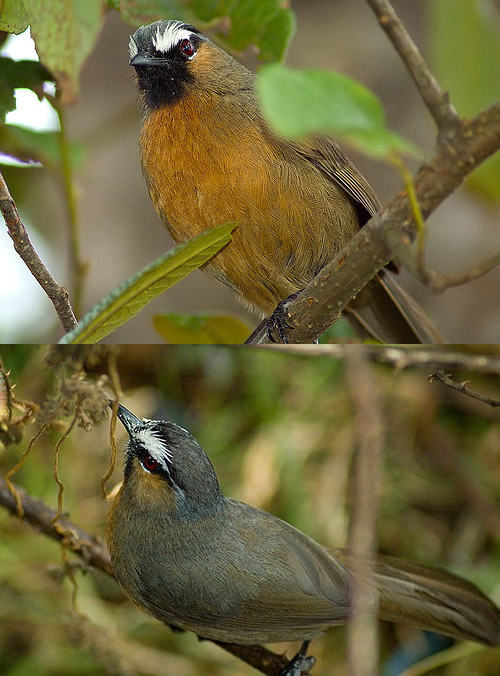
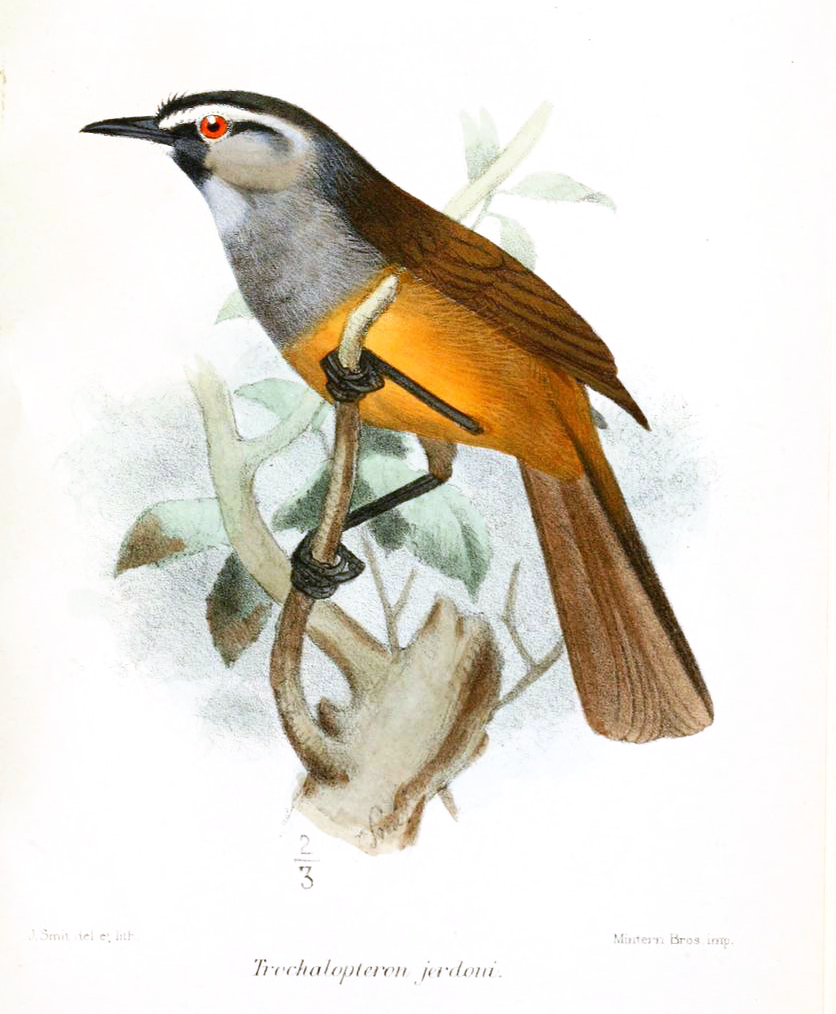